# Obwód miejski Sofia
Obwód miejski Sofia (bułg. Област София) – jedna z 28 jednostek administracyjnych Bułgarii. Położona w zachodniej części kraju. Zawiera w sobie stolicę Bułgarii - Sofię.